# مركز الكتاب الأكاديمي
مركز الكتاب الأكاديمي مركز مختص في نشر الكتب الأكاديمية والمناهج الجامعية، أسس المركز في عام 1997 على يد الأستاذ عدنان صافي، حيث اهتم في بداياته في توزيع الكتب الأكاديمية من خلال مشاركته في كافة المعارض العربية مما أسس له قاعدة متينة مكنته من أن يكون من أفضل دور النشر العربية التي تهتم في مجال النشر الأكاديمي.

## تاريخ المركز
أسس الأستاذ عدنان صافي المركز عام 1997م على خطى مسيرته في التعليم التي عمل فيها مدة 22 عام من العطاء لطلاب العلم والمعرفة كان فيها معلماً للمرحلة الإعدادية والثانوية و من بعدها مديراً لمدرسة شكري شعشاعة في جبل عمان التي كان أخر مسيرته فيها، من ثم انتقل لمهنة النشر بدأ في مجال التوزيع حتى أسس قاعدة متينة جعلت منه ناشراً من أهم الناشرين في المنطقة العربية بأكملها.

## مساهمات ثقافية
ساهم المركز في العديد من النشاطات والفعاليات في المملكة الأردنية الهاشمية و في المنطقة العربية حيث حازت العديد من إصداراته على جوائز من عدة دول منها كتاب إلى أبنائي مع التحيات للكاتب ياسر سلامة و كتاب الوعي الفلكلوري في الأردن و فلسطين للدكتور عمر الساريسي و كتاب الحضارة العربية الإسلامية في المغرب للدكتور مزاحم علاوي الشاهري و كتاب العولمة و البنى الوظائفية الجديدة للدولة للكاتب زبيري رمضان و كتاب تطور العلاقات العراقية الأمريكية للدكتور أرشد مزاحم الغريري و كتاب الشعر و العسل دراسة فنية تحليلية لشعر الهذليين للأستاذ الدكتور إياد عبد المجيد إبراهيم العبد الله و غيرها العديد من الكتب.

## المعارض التي يشارك فيها المركز
- معرض القاهرة الدولي للكتاب القاهرة
- معرض الأيام للكتاب المنامة
- معرض الدوحة للكتاب الدوحة
- معرض بيروت العربي الدولي للكتاب بيروت
- معرض بغداد الدولي للكتاب بغداد
- معرض الكويت الدولي للكتاب الكويت
- معرض الشارقة الدولي للكتاب الشارقة
- معرض فلسطين الدولي الثامن للكتاب رام الله
- معرض الخرطوم الدولي للكتاب الخرطوم
- معرض صنعاء الدولي للكتاب صنعاء
- معرض الجزائر الدولي للكتاب الجزائر
- معرض عمان الدولي للكتاب عمان
- معرض أربيل الدولي للكتاب أربيل
- معرض أبو ظبي الدولي للكتاب أبوظبي
- معرض البحرين الدولي للكتاب المنامة
- معرض الرياض الدولي للكتاب الرياض
- معرض مسقط الدولي للكتاب مسقط
- معرض الدار البيضاء الدولي للكتاب الدار البيضاء
- معرض طرابلس الدولي للكتاب طرابلس